# Lei de Diretrizes e Bases da Educação Nacional
A Lei de Diretrizes e Bases da Educação (LDB) ou Lei nº 9.394/1996 define e regulariza a organização da educação brasileira com base nos princípios presentes na Constituição. Foi citada pela primeira vez na Constituição de 1934.
A primeira LDB foi criada em 1961, seguida por uma versão em 1971, que vigorou até a promulgação da mais recente em 1996.

## História

### Antecedentes (1891-1961)
A Constituição de 1891, primeira do período republicano, pouco trata da educação por primar pela autonomia das unidades federativas. Ficava subentendido que a legislação nessa matéria deveria ser resolvida no âmbito dos estados. Cabia à Federação apenas o ensino superior da capital (art. 34º), a instrução militar (art. 87º) e a tarefa, não exclusiva, de "animar, no país, o desenvolvimento das letras, artes e ciências" (art. 35º). Não havia nessa Carta e também na anterior (Constituição de 1824) nem sequer a menção à palavra "educação". Porém, vale mencionar que em 1824 o termo que se referia a educação era "instrução", assim a Constituição de 1824 faz menção no artigo 179, § 32 e no artigo 179, § 3º. Até a década de 1930, os assuntos ligados à educação eram tratados pelo Departamento Nacional do Ensino ligado ao Ministério da Justiça. Somente em 1931 foi criado o Ministério da Educação.
A Constituição de 1934 dedica um capítulo inteiro ao tema, trazendo à União a responsabilidade de "traçar as diretrizes da educação nacional" (art. 5º) e "fixar o plano nacional de educação, compreensivo do ensino em todos os graus e ramos, comuns e especializados" para "coordenar e fiscalizar a sua execução em todo o território do país" (art. 150º). Através da unidade gerada por um plano nacional de educação e da escolaridade primária obrigatória pretendia-se combater a ausência de unidade política entre as unidades federativas, sem com isso tirar a autonomia dos estados na implantação de seus sistemas de ensino. Ideia defendida pelos educadores liberais, dentre os quais se destacava Anísio Teixeira.
Um ponto importante de disputa que refletiu diretamente na tramitação da primeira LDB foi a questão do ensino religioso. Enquanto a proclamação da República teve como pano de fundo a separação entre Estado e igreja, a segunda Carta marca essa reaproximação. No que diz respeito à educação, instaura o ensino religioso de caráter facultativo, e de acordo com os princípios de cada família, nas escolas públicas (art. 153º).
A despeito do ensino religioso, a Carta de 1934 pode ser considerada uma vitória do grupo de educadores liberais, organizados através da Associação Brasileira de Educação, por atender suas principais proposições.
Porém, apenas três anos depois a Constituição de 1937, promulgada junto com o Estado Novo, sustentava princípios opostos às ideias liberais e descentralistas da Carta anterior. Rejeitava um plano nacional de educação, atribuindo ao poder central a função de estabelecer as bases da educação nacional. Com o fim do Estado Novo, a Constituição de 1946 retomou em linhas gerais o capítulo sobre educação e cultura da Carta de 1934, iniciando-se assim o processo de discussão do que viria a ser a primeira Lei de Diretrizes e Bases da Educação.

### A tramitação da primeira LDB (anos 1940 a 1960)
Dois grupos disputavam qual seria a filosofia por trás da primeira LDB. De um lado estavam os estatistas, ligados principalmente aos partidos de esquerda. Partindo do princípio de que o Estado precede o indivíduo na ordem de valores e que a finalidade da educação é preparar o indivíduo para o bem da sociedade, defendiam que só o Estado deve educar. Escolas particulares podem existir, mas como uma concessão do poder público.
O outro grupo, denominado de liberalista e ligado aos partidos de centro e de direita, sustentava que a pessoa possui direitos naturais e que não cabe ao Estado garanti-los ou negá-los, mas simplesmente respeitá-los. A educação é um dever da família, que deve escolher dentre uma variedade de opções de escolas particulares. Ao Estado caberia a função de traçar as diretrizes do sistema educacional e garantir, por intermédio de bolsas, o acesso às escolas particulares para as pessoas de famílias de baixa renda.
Na disputa, que durou dezesseis anos, as ideias dos liberalistas se impuseram sobre as dos estatistas na maior parte do texto aprovado pelo Congresso.

### A atual LDB (1996)

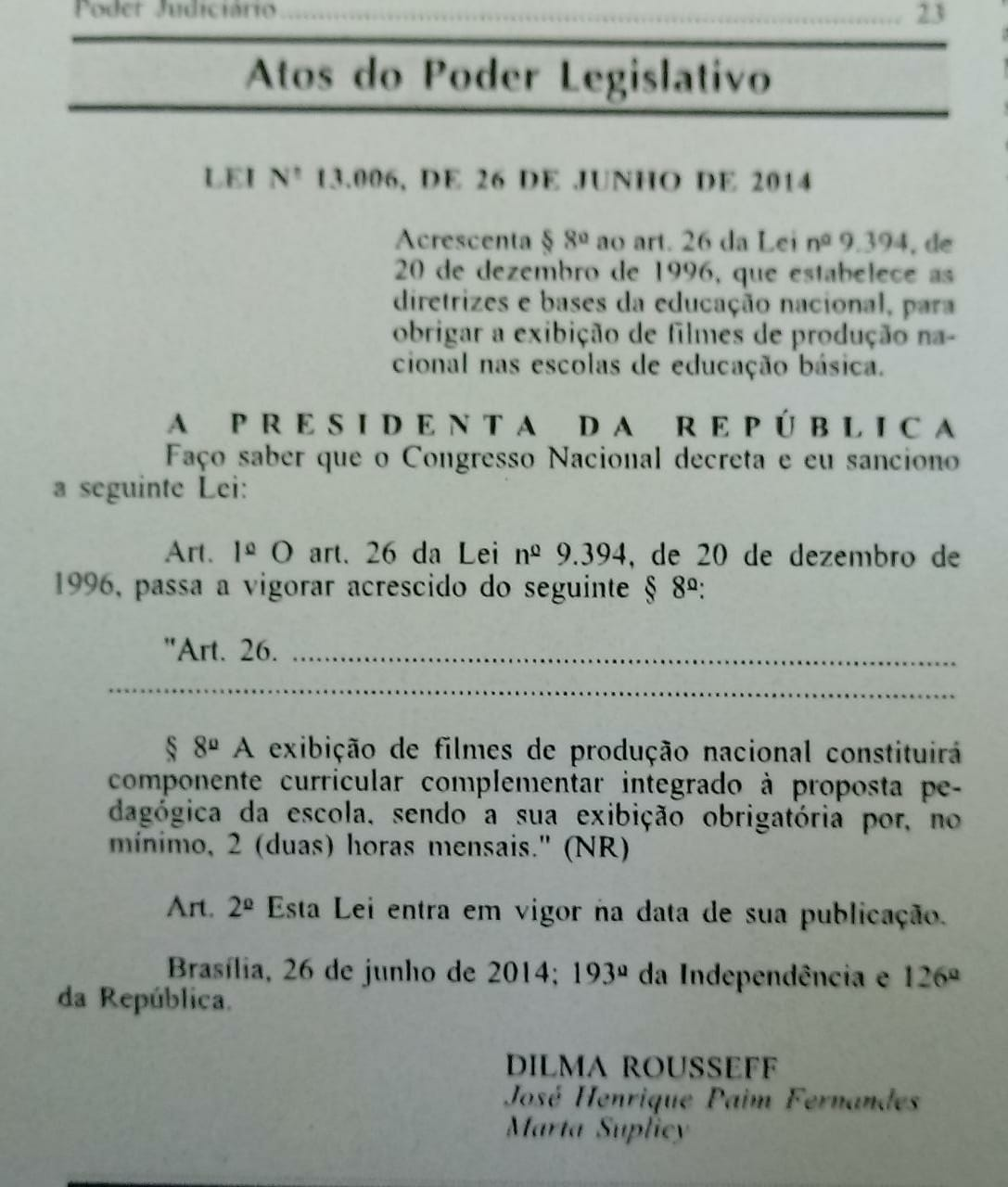
Uma das alterações à LDB foi a Lei nº 13.006, de 26 de junho de 2014, para que a exibição de filmes de produção nacional componha componente curricular complementar integrado à proposta pedagógica das escolas do país.

O texto aprovado em 1996 é resultado de um longo embate, que durou cerca de oito anos (1988-1996), a partir da XI ANPED, entre duas propostas distintas. A primeira conhecida como Projeto Jorge Hage foi o resultado de uma série de debates abertos com a sociedade, organizados pelo Fórum Nacional em Defesa da Escola Pública, sendo apresentado na Câmara dos Deputados. A segunda proposta foi elaborada pelos senadores Darcy Ribeiro, Marco Maciel e Maurício Correa em articulação com o poder executivo através do MEC.
A principal divergência era em relação ao papel do Estado na educação. Enquanto a proposta dos setores organizados da sociedade civil apresentava uma grande preocupação com mecanismos de controle social do sistema de ensino, a proposta dos senadores previa uma estrutura de poder mais centrada nas mãos do governo. Apesar de conter alguns elementos levantados pelo primeiro grupo, o texto final da LDB se aproxima mais das ideias levantadas pelo segundo grupo, que contou com forte apoio do governo FHC nos últimos anos da tramitação.
Em 2017, projeto de lei proposto pelo senador Wilder Morais deu origem à Lei 13.490/2017, que altera o texto da LDB, permitindo que pessoas físicas e empresas possam direcionar doações a pesquisas ou setores específicos da Universidades.

## Comparação

### LDB de 1961
A primeira LDB (Lei nº 4024/1961) foi publicada em 20 de dezembro de 1961 pelo presidente João Goulart, quase trinta anos após ser prevista pela Constituição de 1934. O primeiro projeto de lei foi encaminhado pelo poder executivo ao legislativo em 1948 e foram necessários treze anos de debate até o texto final.

#### Principais características
- Dá mais autonomia aos órgãos estaduais, diminuindo a centralização do poder no MEC (art. 10)
- Regulamenta a existência dos Conselhos Estaduais de Educação e do Conselho Federal de Educação (art. 8 e 9)
- Garante o empenho de 12% do orçamento da União e 20% dos municípios com a educação (art. 92)
- Dinheiro público não exclusivo às instituições de ensino públicas (art. 93 e 95)
- Obrigatoriedade de matrícula nos quatro anos do ensino primário (art. 31)
- Formação do professor para o ensino primário no ensino normal de grau ginasial ou colegial (art. 52 e 53)
- Formação do professor para o ensino médio nos cursos de nível superior (art. 59).
- Ano letivo de 180 dias (art. 72)
- Ensino religioso facultativo (art. 97)
- Permite o ensino experimental (art. 104)

#### Estrutura
Possui 120 artigos, organizados da seguinte maneira:
- Título I - Dos Fins da Educação
- Título II - Do Direito à Educação
- Título III - Da Liberdade do Ensino
- Título IV - Da Administração do Ensino
- Título V - Dos Sistemas de Ensino
- Título VI - Da Educação de Grau Primário
  - Capítulo I - Da Educação Pré-Primária
  - Capítulo II - Do Ensino Primário
- Título VII - Da Educação de Grau Médio
  - Capítulo I - Do Ensino Médio
  - Capítulo II - Do Ensino Secundário
  - Capítulo III - Do Ensino Técnico
  - Capítulo IV - Da Formação do Magistério para o Ensino Primário e Médio
- Título VIII - Da Orientação Educativa e da Inspeção
- Título IX - Da Educação de Grau Superior
  - Capítulo I - Do Ensino Superior
  - Capítulo II - Das Universidades
  - Capítulo III - Dos Estabelecimentos Isolados de Ensino Superior
- Título X - Da Educação de Excepcionais
- Título XI - Da Assistência Social Escolar
- Título XII - Dos Recursos para a Educação
- Título XIII - Disposições Gerais e Transitórias[6]

### LDB de 1971
A Lei nº 5692/1971 foi publicada em 11 de agosto de 1971, durante o regime militar pelo presidente Emílio Garrastazu Médici.

#### Principais características
- Prevê um núcleo comum para o currículo de 1º e 2º grau e uma parte diversificada em função das peculiaridades locais (art. 4)
- Inclusão da educação moral e cívica, educação física, educação artística e programas de saúde como matérias obrigatórias do currículo, além do ensino religioso facultativo (art. 7)
- Ano letivo de, no mínimo, 180 dias e 90 dias de trabalho escolar efetivo (art. 11)
- Ensino de 1º grau obrigatório dos 7 aos 14 anos (art. 20)
- Educação a distância como possível modalidade do ensino supletivo (art. 25)
- Formação preferencial do professor para o ensino de 1º grau, da 1ª à 4ª séries, em habilitação específica no 2º grau (art. 30 e 77)
- Formação preferencial do professor para o ensino de 1º e 2º grau em curso de nível superior ao nível de graduação (art. 30 e 77)
- Formação preferencial dos especialistas da educação em curso superior de graduação ou pós-graduação (art. 33)
- Dinheiro público não exclusivo às instituições de ensino públicas (art. 43 e 79)
- Os municípios devem gastar 20% de seu orçamento com educação, não prevê dotação orçamentária para a União ou os estados (art. 59)
- Progressiva substituição do ensino de 2º grau gratuito por sistema de bolsas com restituição (art. 63).
- Permite o ensino experimental (art. 64)
- Pagamento por habilitação (art. 39)

#### Estrutura
Possui 88 artigos, organizados da seguinte maneira:
- Capítulo I - Do Ensino de 1º e 2º Graus
- Capítulo II - Do Ensino de 1º Grau
- Capítulo III - Do Ensino de 2º Grau
- Capítulo IV - Do Ensino Supletivo
- Capítulo V - Dos Professores e Especialistas
- Capítulo VI - Do Financiamento
- Capítulo VII - Das Disposições Gerais
- Capítulo VIII - Das Disposições Transitórias

### LDB de 1996

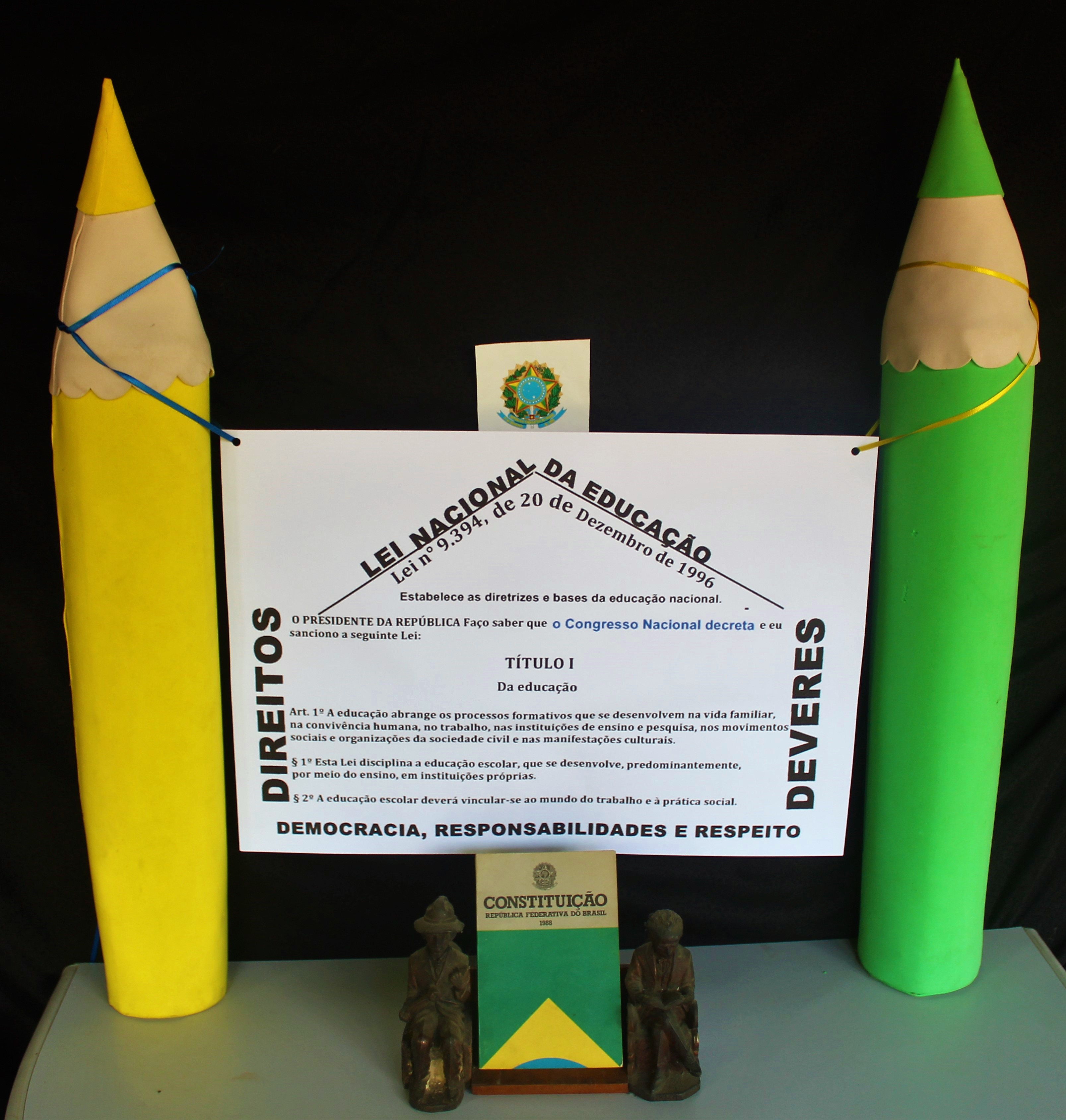
Pôster sobre a LDB com a Constituição do Brasil ladeada por duas mini estátuas de Santos Dumont e Rui Barbosa.

Com a promulgação da Constituição de 1988, a LDB anterior (Lei nº 4024/61) foi considerada obsoleta, mas apenas em 1996 o debate sobre a nova lei foi concluído.
A LDB hoje em vigor (Lei nº 9394/1996) foi sancionada pelo presidente Fernando Henrique Cardoso e pelo ministro da educação Paulo Renato em 20 de dezembro de 1996. Baseada no princípio do direito universal à educação para todos, a LDB de 1996 trouxe diversas mudanças em relação às leis anteriores, como a inclusão da educação infantil (creches e pré-escolas) como primeira etapa da educação básica.

#### Principais características
- Darcy Ribeiro foi o relator da lei 9394/96
- Gestão democrática do ensino público e progressiva autonomia pedagógica e administrativa  e de gestão financeira das unidades escolares (art. 3 e 15)
- Educação básica obrigatória e gratuita, a partir dos 04 anos de idade (art. 4)
- Carga horária mínima de oitocentas horas distribuídas em duzentos dias na educação básica (art. 24). No entanto, em 1 de abril de 2020, decorrente da Pandemia de COVID-19 no Brasil o governo do Brasil editou a Medida Provisória Nº 934 que dispensou, em caráter excepcional, da obrigatoriedade de observância ao mínimo de dias de efetivo trabalho escolar.[7]
- Prevê um núcleo comum para o currículo do ensino fundamental e médio e uma parte diversificada em função das peculiaridades locais (art. 26)
- Formação de docentes para atuar na educação básica em curso de nível superior, sendo aceito para a educação infantil e as quatro primeiras séries do fundamental formação em curso Normal do ensino médio (art. 62)
- Formação dos especialistas da educação em curso superior de pedagogia ou pós-graduação (art. 64)
- A União deve gastar no mínimo 18% e os estados e municípios no mínimo 25% de seus respectivos orçamentos na manutenção e desenvolvimento do ensino público (art. 69)
- Dinheiro público pode financiar escolas comunitárias, confessionais e filantrópicas (art. 77)
- Prevê a criação do Plano Nacional de Educação (art. 87)

#### Estrutura
Possui 92 artigos, organizados da seguinte maneira:
- Título I - Da educação
- Título II - Dos Princípios e Fins da Educação Nacional
- Título III - Do Direito à Educação e do Dever de Educar
- Título IV - Da Organização da Educação Nacional
- Título V - Dos Níveis e das Modalidades de Educação e Ensino
  - Capítulo I - Da Composição dos Níveis Escolares
  - Capítulo II - Da Educação Básica
    - Seção I - Das Disposições Gerais
    - Seção II - Da Educação Infantil
    - Seção III - Do Ensino Fundamental
    - Seção IV - Do Ensino Médio
    - Seção V - Da Educação de Jovens e Adultos

  - Capítulo III - Da Educação Profissional
  - Capítulo IV - Da Educação Superior
  - Capítulo V - Da Educação Especial
- Título VI - Dos Profissionais da Educação
- Título VII - Dos Recursos Financeiros
- Título VIII - Das Disposições Gerais
- Título IX - Das Disposições Transitórias